# あいち福祉医療専門学校
あいち福祉医療専門学校（あいちふくしいりょうせんもんがっこう）は、愛知県名古屋市熱田区金山町一丁目にある私立専修学校。学校法人電波学園が設置する。1991年に開校。

## 設置学科
- 介護福祉学科
- 理学療法学科
- 作業療法学科
- 精神保健福祉学科

## 概観

### 建学の精神
社会から喜ばれる知識と技術をもち、歓迎される人柄を兼ね備えた人材を育成し、英知と勤勉な国民性を高め科学技術、文化の発展に貢献する。

### 沿革
- 1952年（昭和27年） - 前身となる名古屋高等無線電信学校が開校。
- 1959年（昭和34年） - 学校法人電波学園を設立。
- 2002年（平成14年） - あいち福祉専門学校を開校[1]。
- 2005年（平成17年） - あいち福祉専門学校をあいち福祉医療専門学校に改称[1]。
- 2014年（平成26年） - 文部科学大臣により、「介護福祉学科」「理学療法学科」「作業療法学科」が職業実践専門課程として認定[1]。

## 施設・設備
- 介護実習室（入浴）
- レクリエーション室兼実習指導室
- 家政実習室
- 機能訓練室
- 織物・手工芸・絵画室
- 装具加工室
- 基礎医学実習室
- 日常動作訓練室
- 治療室
- 水治室
- 木工・金工・陶工室
- 学生ラウンジ
- 図書室
- パソコン実習室

など

## 主な目標資格
- 介護福祉士
- 精神保健福祉士
- 理学療法士
- 作業療法士
- レクリエーションインストラクター
- 福祉住環境コーディネーター

など

## 行事
- オリエンテーション（4月）
- 社会研修会（4月）
- スポーツレクリエーション大会（5月）
- ウォークラリー（6月）
- ボウリング大会（10月）
- 学校祭（10月）
- 海外研修（3月）

## 基本データ

### 交通アクセス
JR東海・地下鉄・名鉄「金山総合駅」下車、南口から徒歩で約1分。

## 電波学園　姉妹校
学校法人電波学園は、以下の学校を運営している。
- 愛知工科大学
- 愛知工科大学自動車短期大学
- 名古屋工学院専門学校
- 東海工業専門学校金山校
- あいちビジネス専門学校
- あいち造形デザイン専門学校
- 名古屋外語・ホテル・ブライダル専門学校（2012年（平成24年）4月より「名古屋外語専門学校」から校名変更）
- あいち情報専門学校
- ぎふ国際高等学校
- 愛知工科大学外国語学校